# Лучинское (Рязанцевское сельское поселение)
Лучинское — село в Переславском районе Ярославской области России, входит в состав Рязанцевского сельского поселения.

## География
Село расположено в 15 км на северо-запад от центра поселения посёлка Рязанцево и в 14 км на северо-восток от города Переславль-Залесский.

## История
С начала XVII века по 1764 год село Лучинское принадлежало Переславскому Никитскому монастырю. По писцовым книгам 1628-29 годов в нем значатся 4 двора крестьянских, 3 бобыльских и 1 пустой. В начале XVIII века население Лучинского значительно возросло: в 1702 году в нем было 30 дворов крестьянских, 5 бобыльских и 3 кельи нищенских. По ведомости о вотчинах Никитского монастыря за 1754 год в Лучинском числилось 119 душ мужского пола. В начале XVII века в Лучинском существовала деревянная церковь во имя святого Николая Чудотворца, но в 1829 году она была уже ветха и развалилась. Новая церковь построена была только в 1714 году, а в этот длинный промежуток в Лучинском значилось только пустовое церковное место. Новопостроенная церковь освящена была также во имя Святого Николая Чудотворца. Вместо этой церкви в 1780 году построена была новая деревянная же церковь во имя того же святого. В 1818 году вместо деревянной церкви построен был каменный храм с колокольней. Престолов в нем было два: в холодном во имя святого Николая Чудотворца, в приделе теплом во имя Покрова Пресвятой Богородицы. Приход состоял из села Лучинского и деревни Курянинова
.
В конце XIX — начале XX века село входило в состав Переславской волости Переславского уезда Владимирской губернии. В 1905 году в селе числилось 45 дворов.
С 1929 года село входило в состав Дубровицкого сельсовета Переславского района, с 2005 года — в составе Рязанцевского сельского поселения.

## Население
| 1859 | 1905 |
| ---- | ---- |
| 233  | 274  |

| 1859 | 1905 | 1926 | 2007 | 2010 |
| ---- | ---- | ---- | ---- | ---- |
| 233  | ↗274 | ↗367 | ↘17  | ↘12  |

### Известные жители
- Талызина, Нина Фёдоровна (1923—2018) — психолог, академик АПН СССР (с 1989), РАО (c 1993).

## Достопримечательности
В селе находится действующая Церковь Николая Чудотворца (1818).